# AMX-32
AMX-32は、1970年代後半にフランスで開発された主力戦車である。しかし、販売が振るわなかったため試作のみとなった。